# Satu Mic, Arad
Satu Mic este un sat în comuna Șilindia din județul Arad, Crișana, România.